# Typ 3 41-cm-Schiffsgeschütz
Das Typ 3 41-cm-Schiffsgeschütz, im März 1922 wurde die Bezeichnung auf Typ 3 40-cm-Schiffsgeschütz geändert, war eine Kanone der Kaiserlich Japanischen Marine, die nach dem Ersten Weltkrieg eingeführt wurde und Zweiten Weltkrieges zum Einsatz kam. Die Bezeichnung Typ 3 deutet dabei auf das Jahr der Entwicklung, das Jahr Taishō 3 (beziehungsweise 1914 nach gregorianischem Kalender), hin.

## Aufbau
Die Waffe war eine vergrößerte Version des Typ 41 36-cm-Schiffsgeschützes, das man auf der Kongō-, Fusō- und Ise-Klasse verbaut hatte. Es handelte sich um ein Drahtrohr, bei dem ein Stahldraht unter großer Spannung um ein inneres Rohr gewickelt wurde. Anschließend wurde die Konstruktion durch ein äußeres Rohr umschlossen. Die Rohre hatten eine Lebensdauer von etwa 250 Schuss, bevor sie erneuert werden mussten.

## Einsatz
Die Geschütze wurden auf den Schlachtschiffen Nagato-Klasse verbaut. Sie wurden bis zum Verlust der beiden Schiffe nie gegen andere Schlachtschiffe eingesetzt, sondern verschossen Granaten mit Zeitzünder zur Flugabwehr (sog. Zonenschießen) oder bekämpften, im Fall der Nagato, leicht gepanzerte Ziele.
| 41-cm-Granaten (Zweiter Weltkrieg) |                         |                         |                       |                             |
| Bezeichnung                        | Typ 91                  | Typ 0                   | Modell 3 „Bienenkorb“ | B1                          |
| Art                                | Panzerbrechend          | Sprenggranate           | Brand-Streu-Granate   | Leuchtgranate               |
| Zündertyp                          | Verzögerung 0,4 Sek.    | Aufschlag / Verzögerung | Zeit                  | Zeit                        |
| Gesamtgewicht                      | 1,169 Tonnen            | 0,938 Tonnen            | 0,940 Tonnen          | unbekannt                   |
| Ladung                             | 14,88 kg Trinitroanisol | 44,32 kg Trinitroanisol | Stabbrandbomben       | Leuchtmittel mit Fallschirm |
| Ziele                              | gepanzerte Schiffsziele | Schiffs- und Landziele  | Flugzeugformationen   | keine                       |
| effektiver Wirkradius              | –                       | 58,61 Meter             | 213 Meter             | keiner                      |
| Mündungsgeschwindigkeit V/0        | 780 m/s                 | 804,6 m/s               | 835,1 m/s             | 701,0 m/s                   |

### Küstenartillerie
Bedingt durch das Washingtoner Flottenabkommen von Februar 1922 musste die japanische Marine etliche ältere Schiffe abbrechen und auch auf im Bau bzw. in Planung (Tosa- und Amagi-Klasse) befindliche Einheiten verzichten. Daher verfügte sie über einige Geschütze, welche sie selbst nicht mehr benötigte und daher dem japanischen Heer angeboten wurden. Dieses übernahm sechs Geschütztürme mit je zwei Geschützen und stellte sie, zur Kontrolle der Straße von Korea, auf den Inseln Ike, Tsushima und dem koreanischen Pusan auf.